# Cuan-Longyan-Stele

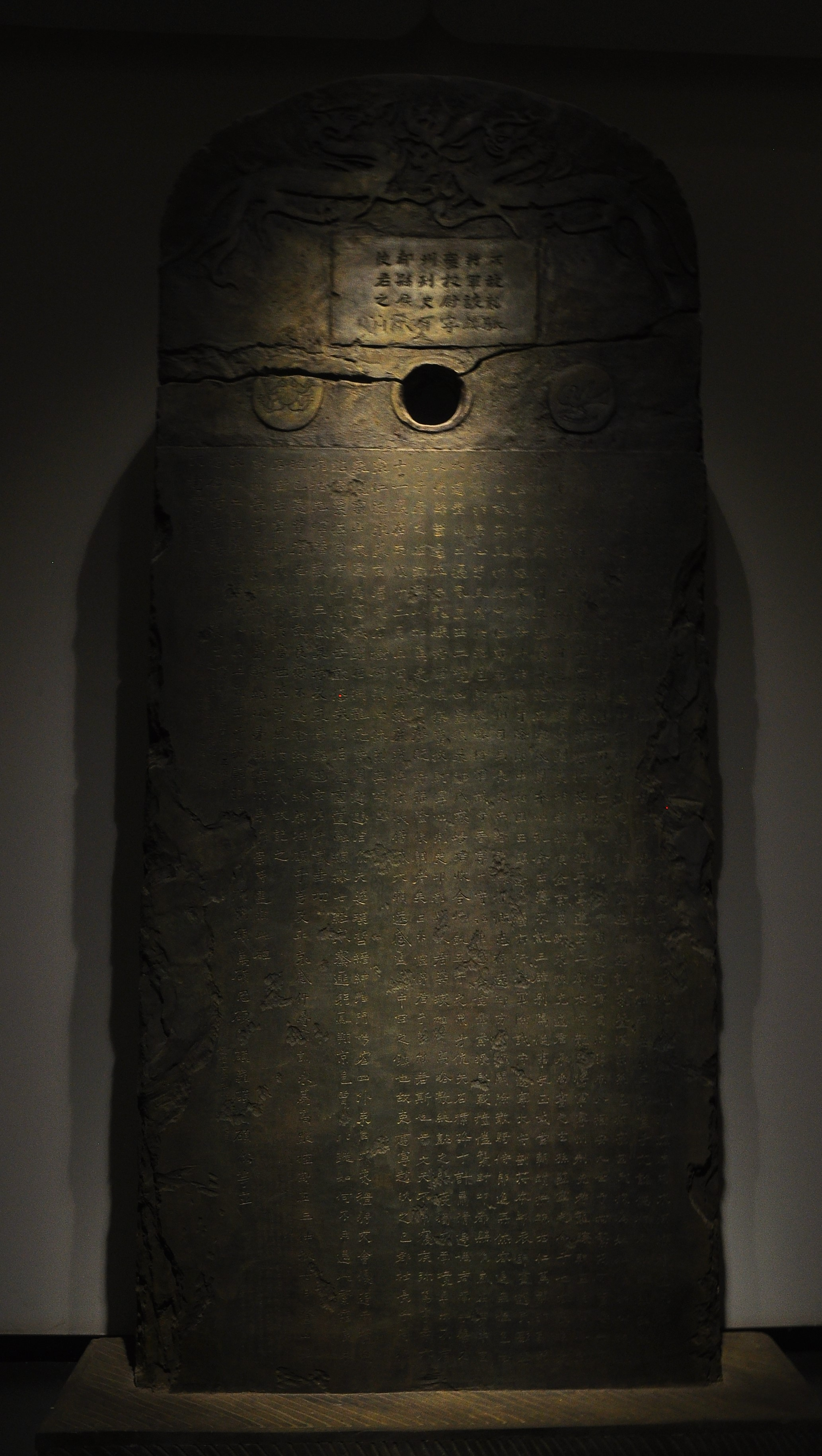
Cuan-Longyan-Stele

Die Cuan-Longyan-Stele (chinesisch 爨龍顏碑 / 爨龙颜碑, Pinyin Cuan Longyan bei, englisch Stele of Cuan Longyan) ist eine aus dem Kreis Luliang in der Provinz Yunnan in China stammende Stele.
Die 3,38 m hohe Stele wurde im Jahr 458 in der Zeit der Liu-Song-Dynastie der Zeit der Südlichen Dynastien aufgestellt. Sie steht im Kreis Luliang etwa 14 km südlich des Hauptortes Zhongshu (中枢镇), innerhalb des Geländes der „Zhen Yuanbao Grundschule“, die zur Großgemeinde Majie gehört.
Die Stele ist in Regelschrift (zhengshu) geschrieben und ist ein bedeutender Fund für die Geschichte der chinesischen Kalligraphie. Der Text besteht aus 904 Zeichen.
Die Steinstele ist ein Grabstein für den lokalen leitenden Beamten Cuan Longyan, die 1826 von dem Gelehrten Ruan Yuan, der damals Gouverneur von Yunnan und Guizhou war, im Kreis Luliang wiederentdeckt und ins rechte Licht gerückt wurde. 
In Zusammenhang mit der Cuan-Baozi-Stele wird auch der zusammenfassende Ausdruck der „Zwei Cuans“ genannt.
Seit 1961 steht die Stele auf der Liste der Denkmäler der Volksrepublik China (1-127).